# Leonid Pljušč
Leonid Ivanovyč Pljušč, uk. Леонід Іванович Плющ (26. dubna 1939 Naryn, Kyrgyzstán – 4. června 2015 Bessèges, Francie) byl ukrajinský matematik, publicista, literární kritik, disident a lidskoprávní aktivista. Byl obětí perzekuce sovětských orgánů a tři roky byl vězněn v psychiatrickém zařízení. Jeho případ byl jedním z prvních, který ukázal zneužívání psychiatrie v Sovětském svazu k umlčení disidentů. Pod tlakem mezinárodních organizací byl propuštěn a bylo mu umožněno odcestovat do Francie, kde získal občanství.

## Život
Leonid Pljušč se narodil ve vysídlené ukrajinské rodině vedoucího železniční čety v Narynu 26. dubna 1939. Svého otce, který roku 1939 narukoval do armády, nikdy nepoznal, protože roku 1941 zahynul na frontě. Rodina žila po válce na Ukrajině v Borznu u prarodičů v hmotné bídě a Leonid prodělal kostní tuberkulózu. Matce se podařilo získat pro něj umístění v sanatoriu v Oděse, kde pak strávil čtyři roky na lůžku. Od raného mládí byl vášnivým čtenářem a kromě Marxe četl Freuda, Sartra, orientální filosofii nebo texty absurdního divadla. V té době byl přesvědčeným marxistou a členem Komsomolu.
V Oděse absolvoval střední školu se stříbrnou medailí, ale sám považoval své vzdělání za nedostatečné pro tupost svých učitelů. Studoval pak tři roky na katedře matematiky a fyziky Oděské univerzity a rok pracoval jako učitel matematiky v kolchozní škole. Studia dokončil roku 1962 na katedře mechaniky a matematiky Kyjevské univerzity. Zajímal se o matematické modelování biologických procesů a do roku 1968 pracoval jako matematik a kybernetik v Institutu kybernetiky Ukrajinské akademie věd, kde se prováděl výzkum pro sovětský vesmírný program. V té době se oženil s Tatjanou Žitnik a narodili se jim dva synové. Oba manželé se profesionálně zabývali možnostmi léčby infantilismu a neurózy pomocí her. Později měl Pljušč možnost konzultovat toto téma s psychiatrem Semjonem Gluzmanem.
Aktivně se zúčastnil hnutí generace Šedesátníků, překládal a převážel samizdat mezi Kyjevem a Moskvou. Pljušč byl oddaný marxista, ale věřil v "socialismus s lidskou tváří" a už roku 1964, po nástupu Brežňeva, poslal na ÚV KSSS dopis se svým názorem na možnou demokratizaci Sovětského svazu. Roku 1965 ho v Moskvě Viktor Krasin uvedl do kruhu tamních disidentů a předával mu samizdatové tiskoviny. Pljušč od roku 1966 psal samizdatové články o povaze Sovětského svazu a jeho ideologie.
Roku 1968 byl propuštěn ze zaměstnání kvůli článku o Procesu čtyř (Galanskov-Ginsburg trial), který poslal do časopisu Komsomolskaja pravda, ale byl zveřejněn až v samizdatu. Začal pak psát pro samizdatové časopisy Ukrainsky visnyk a Chronika tekuščych sobytij. Připojil se k dalším 16 sovětským disidentům, kteří protestovali proti okupaci Československa roku 1968 a stal se otevřeným oponentem KSSS. Dočasné zaměstnání našel na poště ale byl propuštěn poté, co se roku 1969 připojil k dopisu dalších disidentů Komisi pro lidská práva OSN, v němž požadovali právo na svobodu přesvědčení a možnost prosazovat ho legálními prostředky.
Roku 1969 se stal členem první lidskoprávní organizace - Iniciativní skupiny pro ochranu lidských práv v Sovětském svazu. V kvěrnu oznámil založení skupiny, roku 1970 poslal informaci o skupině tiskovým agenturám Reuters a Novosti. Roku 1971 odeslal dopis popisující zneužívání psychiatrie proti disidentům v Sovětském svazu Pátému světovému kongresu psychiatrů. Mezi lety 1969-1971 napsal dopisy na podporu Alexandra Solženicyna, Andreje Sacharova, Vladimira Bukovského, ad. V jeho bytě proběhlo několik policejních prohlídek a 15. ledna 1972 byl zatčen a obviněn z "protisovětské agitace a propagandy se záměrem poškodit Sovětský svaz".
Byl kvůli svým politickým aktivitám diagnostikován jako schizofrenik a roku 1973 byl odsouzen k časově neomezené nucené psychiatrické léčbě ve speciální Psychiatrické nemocnici v Dněpropetrovsku. Zneužívání psychiatrie k politickým účelům využívala KGB, ale celý systém zřídil akademik Andrej Sněžňěnskij, autor vlastní teorie o schizofrenii. Psychické zdraví Pljušče před zahájením soudu posuzoval právě Sněžněnskij spolu s ředitelem Institutu Serbského a agentem KGB D. Luncem. Oba do posudku uvedli (s odkazem na jeho protisovětské články a deníkové záznamy), že Pljušč má "zvrácené reformistické ideje, chybné uvažování a trpí paranoiou".
Sám Pljušč popsal, že "terapie" v ústavu velkými dávkami inzulinu, haloperidolu a triftazinu, ho přivedla do "stavu emocionální a morální netečnosti, způsobila ztrátu paměti a začal koktat". Kromě toho se u něj rozvinul masivní edém a onemocnění srdce. V době zatčení nebyl znám v zahraničí a do povědomí světové veřejnosti se dostal zásluhou své ženy Tatjany a komise francouzských matematiků v čele s Laurentem Schwartzem, který zalarmoval kolegy po celém světě.
Za propuštění Leonida Pljušče se postavili kolegové, Mezinárodní kongres matematiků ve Vancouveru a zastánci lidských práv jako Amnesty International, která rok 1975 vyhlásila rokem Leonida Pljušče, nebo Tatjana Chodorovič, která vydala samizdatem publikaci Případ Leonida Pljušče. Zastal se ho také Andrej Sacharov. V Paříži proběhla velká demonstrace za jeho osvobození, které se zúčastnilo 5 000 lidí. Na sovětské vedení se obrátili předsedové komunistických stran ve Francii, Británii a Itálii. Do Sovětského svazu se vypravili tři francouzští právníci a s odvoláním na Všeobecnou deklaraci lidských práv požadovali kontakt s Leonidem Pljuščem. O své cestě vydali zprávu, široce publikovanou ve světovém tisku.
V lednu 1976 byl propuštěn a vypovězen ze SSSR. Bylo mu umožněno odcestovat s rodinou do Francie, kde získal asyl. Tam byl vyšetřen psychiatry, kteří potvrdili, že je duševně zdravý a netrpí "pomalou schizofrenií", kterou mu diagnostikovali sovětští psychiatři jako důvod věznění v ústavu. Již od roku 1976 psal o zneužívání psychiatrie v Sovětském svazu a odhadoval, že v ústavech je z politických důvodů vězněno až 600 lidí. Účastnil se protestů za propuštění Vladimira Bukovského a Semjona Gluzmana.
Od roku 1977 působil jako zahraniční zástupce Ukrajinské Helsinské skupiny. Žil nejprve v Nanterre a později v Bessèges v departmentu Gard. Roku 1978 měl projev v Australském parlamentu. Roku 1979 vyšla simultánně v pěti jazycích jeho autobiografická kniha In the carnival of history, kde zachytil své dospívání, generaci Šedesátníků i pobyt na psychiatrii. Koncem 70. let ztratil jakékoli iluze o "dobrém socialismu" a stal se přesvědčeným antikomunistou.
V exilu se věnoval publicistické činnosti a poskytl rozhovory předním světovým deníkům. Upozorňoval na to že Ukrajina se od bolševické revoluce brání rusifikaci a Ukrajinci, kteří se pod sovětskou mocí cítí jako Židé v předválečném Německu, tvoří 30-40 % všech politických vězňů v Sovětském svazu. Byl spoluautorem dokumentárního filmu Od "Maloruska" k Ukrajině (From Little Russia to Ukraine), a článků o významných postavách z řad ukrajinské inteligence (Taras Ševčenko, Mykola Chvyljovyj, Vasyl Barka, Bohdan-Ihor Antonyč, Pavlo Tyčyna, Vasyl Stus, Mykola Rudenko, Olexandr Dovženko, Alexandr Galič). Roku 1986 obdržel Antonovyčovu cenu, udělovanou za ukrajinskou literaturu a historiografii.
Roku 2006 mu prezident Ukrajiny udělil Řád za odvahu 1. třídy. V prosinci 2006 poslal Pljušč otevřený dopis prezidentu Ukrajiny Viktoru Juščenkovi, ve kterém ocenil jeho osobní zásluhu na Oranžové revoluci, na získání státní nezávislosti Ukrajiny i za připomínku Hladomoru a pojmenování zločinů komunismu i nacismu. Zároveň ho kritizoval za nerozhodnost v jednání pátou kolonou Ruska a mafií.
Zemřel 4. června 2015 v Bessèges ve Francii ve věku 76 let.